# Morocco Stock Index 20
Le Morocco Stock Index 20 (initialement MSI20 puis à partir de 2023 masi.20) est un des principaux indices boursiers de la Bourse de Casablanca. Il est composé de 20 valeurs les plus importantes cotées sur la place de Casablanca. Créé avec 1 000 points de base le 31 décembre 2019 sur la base des vingt premières valeurs en termes de capitalisation flottante et de liquidité,. Il a remplacé l'indice du MADEX depuis janvier 2022,.

## Méthode de calcul
Son calcul consiste à mesurer par défaut l’évolution boursière d’une sélection des 20 titres, sur la base du volume sur le marché central et la fréquence de cotation.

## Composition

### Composition actuelle
La composition du masi.20 est revue de manière annuelle. Depuis la révision du 12 novembre 2024, la composition est la suivante : 
| Société                                        | Mnémo | Secteur                  | Poids indiciel (en %) | Chiffre d'affaires (2023, en Md Dh) | Capitalisation boursière (en Md Dh) | Entrée dans l'indice |
| ---------------------------------------------- | ----- | ------------------------ | --------------------- | ----------------------------------- | ----------------------------------- | -------------------- |
| Akdital                                        | AKT   | Santé                    |                       | 1,91                                | 16,72                               | 22 novembre 2023     |
| Alliances                                      | ADI   | Promotion immobilière    |                       | 2,02                                | 12,58                               | 13 octobre 2022      |
| Attijariwafa Bank                              | BCM   | Banque                   | 20                    | 29,42                               | 137,71                              | 31 décembre 2019     |
| Bank of Africa                                 | BCE   | Banque                   | 8,21                  | 16,95                               | 42,72                               | 31 décembre 2019     |
| Banque centrale populaire                      | BCP   | Banque                   | 10                    | 22,79                               | 56,95                               | 31 décembre 2019     |
| CFG Bank                                       | CFG   | Banque                   |                       | 0,66                                | 8,29                                | 12 novembre 2024     |
| CIH Bank                                       | CIH   | Banque                   |                       | 4,47                                | 14,33                               | 12 novembre 2024     |
| Ciments du Maroc                               | CMA   | Bâtiment et construction | 5,77                  | 4,33                                | 27,64                               | 31 décembre 2019     |
| Cosumar                                        | CSR   | Agroalimentaire          | 6,88                  | 10,23                               | 19,65                               | 31 décembre 2019     |
| Douja Promotion Addoha                         | ADH   | Promotion immobilière    | 0,65                  | 2,13                                | 16,81                               | 31 décembre 2019     |
| Hightech Payment Systems                       | HPS   | Services informatiques   | 1,94                  | 1,11                                | 4,70                                | 31 décembre 2019     |
| Itissalat Al-Maghrib                           | IAM   | Télécommunications       | 20                    | 36,70                               | 100,21                              | 31 décembre 2019     |
| Label'Vie                                      | LBV   | Distribution             | 3,46                  | 15,80                               | 11,86                               | 31 décembre 2019     |
| LafargeHolcim Maroc                            | LHM   | Bâtiment et construction | 9,39                  | 8,21                                | 44,51                               | 31 décembre 2019     |
| Managem                                        | MNG   | Mines                    |                       | 7,50                                | 46,27                               | 27 septembre 2021    |
| Mutandis                                       | MUT   | Agroalimentaire          | 0,99                  | 2,44                                | 2,86                                | 31 décembre 2019     |
| Résidences Dar Saada                           | RDS   | Promotion immobilière    | 0,21                  | 0,42                                | 3,02                                | 31 décembre 2019     |
| SODEP-Marsa Maroc                              | MSA   | Transport                | 4,33                  | 4,32                                | 53,50                               | 31 décembre 2019     |
| TAQA Morocco                                   | TQM   | Électricité              | 2,92                  | 13,19                               | 38,42                               | 31 décembre 2019     |
| Travaux Généraux de Construction de Casablanca | TGC   | Bâtiment et construction |                       | 6,86                                | 20,85                               | 13 octobre 2022      |

### Historique de la composition
| Date              | Valeur entrante                                | Valeur sortante                                   |
| ----------------- | ---------------------------------------------- | ------------------------------------------------- |
| 12 novembre 2024  | CFG Bank                                       | Afriquia Gaz                                      |
| 12 novembre 2024  | CIH Bank                                       | AtlantaSanad                                      |
| 12 novembre 2024  | Résidences Dar Saada                           | Sonasid                                           |
| 12 novembre 2024  | TAQA Morocco                                   | BMCI                                              |
| 22 novembre 2023  | Afriquia Gaz                                   | Aradei Capital                                    |
| 22 novembre 2023  | Akdital                                        | Disway                                            |
| 22 novembre 2023  | Hightech Payment Systems                       | Société nationale d'électrolyse et de pétrochimie |
| 13 octobre 2022   | Alliances                                      | TAQA Morocco                                      |
| 13 octobre 2022   | Aradei Capital                                 | Société Métallurgique d'Imiter                    |
| 13 octobre 2022   | Travaux Généraux de Construction de Casablanca | Hightech Payment Systems                          |
| 13 octobre 2022   | BMCI                                           | Microdata                                         |
| 27 septembre 2021 | Managem                                        | TotalEnergies Maroc                               |
| 27 septembre 2021 | Société Métallurgique d'Imiter                 | Compagnie Minière Touissit                        |
| 27 septembre 2021 | Sonasid                                        | Lesieur                                           |
| 27 septembre 2021 | Disway                                         | Auto Hall                                         |
| 27 septembre 2021 | Microdata                                      | Résidences Dar Saada                              |